# Наталес
Наталес (исп. Natales) — коммуна в Чили. Административный центр коммуны и провинции Ультима-Эсперанса — город Пуэрто-Наталес. Население — 16 978 человек (2002).   Город и коммуна входят в состав провинции Ультима-Эсперанса и области Магальянес-и-ла-Антарктика-Чилена.
Территория коммуны —  49 924,1 км². Численность населения — 21 477 жителей (2017). Плотность населения — 0,43 чел./км².

## Расположение
Город Пуэрто-Наталес расположен в 191 км на северо-запад от административного центра области города Пунта-Аренас.
Коммуна граничит:
- на севере — c коммунами Тортель, О'Хиггинс
- на востоке — с провинцией Санта-Крус (Аргентина) и коммуной Торрес-дель-Пайне
- на юго-востоке — c коммуной Лагуна-Бланка
- на юге — c коммуной Рио-Верде

На западе коммуны расположен Тихий океан.

## Демография
Согласно сведениям, собранным в ходе переписи Национальным институтом статистики, население коммуны составляет 20 366 человек, из которых 10 912 мужчин и 9454 женщины.
Население коммуны составляет 13,02 % от общей численности населения области  Магальянес-и-ла-Антарктика-Чилена, при этом 11,28 % относится к сельскому населению и 88,7 % — городское население.